# Парфений III (патриарх Константинопольский)
Патриарх Парфений III (греч. Πατριάρχης Παρθένιος Γ΄; XVI век, Митилини — 24 марта 1657, Константинополь) — патриарх Константинопольский (1656—1657). В 1657 году османским султаном был обвинён в государственной измене и приговорён к повешению за отказ отречься от христианской веры.
Почитается Православной церковью как священномученик Парфений. День памяти 24 марта.

## Биография
Родился на острове Лесбос. Дата рождения не известна.
В 1639 году становится митрополитом Хиосским.
26 июля 1656 года был избран патриархом, сменив отрекшегося от престола Иоанникия II, который занимал патриарший престол четырежды.
Парфений стал на сторону Москвы в вопросе о юрисдикции над Киевской митрополией. В 1656 году осудил исповедание веры предыдущего митрополита Киевского Петра Могилы 1643 года, которое он считал слишком близким к католической доктрине, хотя прежде в 1643 году Исповедание было одобрено всеми восточными патриархами (в 1662 году оно было снова одобрено Иерусалимским патриархом Нектарием и Иерусалимским Синодом 1672 года). Патриарх Парфений также предал погребению выброшенные в Мраморное море и позднее обнаруженные на берегу останки своего убитого в 1638 году предшественника патриарха Кирилла Лукариса.
В целях сбора средства Парфений вступил в переписку с греческим епископом, находившимся тогда в Русском царстве (в те годы Россия и Османская Империя находились в стадии конфронтации). Переписка была перехвачена и доставлена великому визирю Мехмеду Кёпрюлю, который решил, что Парфений должен предстать перед судом по обвинению в государственной измене. И хотя обвинения оказались ложными, султан Мехмед IV приговорил Парфения к повешению «дабы предостеречь тех, кто захочет совершить измену в будущем». Перед казнью Патриарху было предложено помилование в обмен на принятие ислама, но Парфений мужественно отказался.
24 марта 1657 года был повешен у городских ворот Пармак-капы в Константинополе. Спустя три дня его тело было снято с виселицы и выброшено в море. Позднее останки были найдены местными христианами и захоронены в монастыре Камариотисса на острове Халки.